# Zdzieszowice (gemeente)
De gemeente Zdzieszowice is een stad- en landgemeente in het Poolse woiwodschap Opole, in powiat Krapkowicki.
De zetel van de gemeente is in Zdzieszowice.
Op 30 juni 2004 telde de gemeente 17 589 inwoners.

## Oppervlakte gegevens
In 2002 bedroeg de totale oppervlakte van gemeente Zdzieszowice 57,85 km², waarvan:
- agrarisch gebied: 63%
- bossen: 14%

De gemeente beslaat 13,08% van de totale oppervlakte van de powiat.

## Demografie
Stand op 30 juni 2004:
| Omschrijving                   | Totaal | Totaal | Vrouwen | Vrouwen | Mannen | Mannen |
| ------------------------------ | ------ | ------ | ------- | ------- | ------ | ------ |
| eenheid                        | aantal | %      | aantal  | %       | aantal | %      |
| inwoners                       | 17 589 | 100    | 8803    | 50      | 8786   | 50     |
| bevolkingsdichtheid (inw./km²) | 304    | 304    | 152,2   | 152,2   | 151,9  | 151,9  |

In 2002 bedroeg het gemiddelde inkomen per inwoner 1198,19 zł.

## Administratieve plaatsen (sołectwo)
Januszkowice, Jasiona, Krępna, Oleszka, Rozwadza, Żyrowa
Zonder de status sołectwo : Wielmierzowice.

## Aangrenzende gemeenten
Gogolin, Kędzierzyn-Koźle, Leśnica, Krapkowice, Reńska Wieś, Strzelce Opolskie, Walce

## Linki
Wirtualny serwis informacyjny miasta Zdzieszowice